# Бросок (фильм, 1981)
«Бросок» — советский фильм 1981 года снятый на киностудии «Таджикфильм» режиссёром Анваром Тураевым по рассказу Олега Куваева.

## Сюжет
Служащий в Средней Азии прапорщик-пограничник Калиткин при задержании нарушителя границы получает контузию и комиссован со службы. Вроде хорошая пенсия и уйти на покой, да и жена настойчиво зовёт поехать на Украину, там её родственники уже присмотрели хорошую хату, можно пристроиться на какую-нибудь не хлопотную должность в военкомат. Но:

«Внутри я прапорщик погранвойск, Калиткин Семён Семёнович. Имею пять благодарностей и орден Красного Знамени. Это телесная оболочка у меня повреждена, согласно заключению врачей, вследствие контузии от действий врага. Но внутри я такой, каким был. Внутри я был пограничник, таким и останусь»
Выбитый из привычной колеи, человек, вынужденный начать жить как бы сначала, этот обычный служака по прозвищу Ищейка ищет себя, деньги ему не важны — пенсии хватает: «При чём тут деньги? Мне без пользы жить тяжело» — отказываясь от предложений лёгкой работы он ищет себе дела.
Он устраивается проводником научной экспедиции работающей в приграничной зоне, и по заданию учёных занимается поиском мумиё — загадочного вещества использовавшегося как лекарство в древней восточной медицине. Это вещество исключительной редкости — найти образцы чрезвычайно сложно, поскольку оно образуется в труднодоступных высокогорных пещерах. Но задача под силу человеку, который все склоны и ущелья Памирского нагорья в зоне ответственности своего погранотряда за двадцать лет службы исходил вдоль и поперёк.

Теперь Семену Калиткину предстоит многое узнать о незнакомом о долге не только воинском и человеческом… его захватывает идея поиска мумиё средства спасительного, исцеляющего людей. На глазах из строгого службиста — сухаря «прорастает» новый человек, готовый выслушать и понимать совсем не простые, трудным опытом людей добытые истины, готовый принять заветы старого мудреца Намоза, сохранить ценнейшие рукописи для учёных.— Экран, 1982
Отыскивая в горах мумиё, Калиткин наталкивается на чужие следы и, вступает в неравную схватку — один и безоружный идёт обезвреживать нарушителей уже не по долгу службы, но защищая все те ценности, которые так нечаянно открылись ему при поиске мумиё, ясно зная за что стоит жить и умирать.

## В ролях
- Александр Филиппенко — Семён Семёнович Калиткин, прапорщик погранвойск
- Людмила Менчинская — Оля, жена Калиткина
- Гурминдж Завкибеков — Хокирох
- Максуд Иматшоев — Марат, лаборант
- Исфандиер Гулямов — Гург, начальник экспедиции
- Анвар Тураев — подполковник Умаров
- Владимир Талашко — начальник заставы
- Хамид Ходжаев — Намоз, старик у шлагбаума
- Галиб Исламов — Грибшоев
- Владимир Салимов — змеелов
- Тамара Кокова — знахарка

## Съёмки
По сюжету дейтсиве происходит в окрестностях города Хорог на границе Таджикской ССР и Афганистана, съёмки проходили на Восточном Памире в районе погранзаставы Рангкуль.

## Литературная основа
Фильм снят по рассказу «Телесная периферия» Олега Куваева.

## Критика
Создатели в этот раз основное внимание уделили не погоням и перестрелкам. Они попытались раскрыть внутренний мир, душевные переживания и устремления главного героя, уволенного со службы по ранению. Причём весьма современную и актуальную проблематику сумели подать в виде восточной притчи, всю глубину и мудрость которой сможет понять лишь очень внимательный и вдумчивый зритель.— Сергей Синютин — Кино и время: Заряженный на подвиг // Газета «Граница России», август 2021 года

## Фестивали и награды
- XV Всесоюзный кинофестиваль — Приз главного управления пограничных войск КГБ СССР.